# Navelmossa
Navelmossa (Athalamia hyalina) är en bladmossart som först beskrevs av Søren Christian Sommerfelt, och fick sitt nu gällande namn av Sinske Hattori. Navelmossa ingår i släktet Athalamia och familjen Cleveaceae. Enligt den finländska rödlistan är arten sårbar i Finland. Arten är reproducerande i Sverige. Artens livsmiljö är kalkstensklippor och kalkbrott. Inga underarter finns listade i Catalogue of Life.